# Elecciones estatales de Coahuila de 2008
Las elecciones estatales de Coahuila de 2008 se llevaron a cabo el domingo 19 de octubre de 2008, y en ellas fueron renovados los siguientes cargos de elección popular:
- 31 diputados del Congreso del Estado. 20 electos por mayoría relativa en cada uno de los Distrito Electorales y 11 electos por el principio de representación proporcional, para un periodo extraordinario de tres años,[1] entre el 1 de enero de 2009 y el 31 de diciembre de 2011.

## Resultados electorales

Distribución de los distritos por partido político.

| Partido/Alianza                                                                                  | Partido/Alianza | Distritos |
| ------------------------------------------------------------------------------------------------ | --- | --------- |
|                                                                                                  | Partido Acción Nacional                                                                                                   | 0         |
|                                                                                                  | Partido Revolucionario Institucional                                                                                      | 18        |
|                                                                                                  | Partido Revolucionario Institucional Partido Verde Ecologista de México Nueva Alianza Partido Alternativa Socialdemócrata | 2         |
|                                                                                                  | Partido de la Revolución Democrática                                                                                      | 0         |
|                                                                                                  | Partido del Trabajo | 0         |
|                                                                                                  | Partido Verde Ecologista de México                                                                                        | 0         |
|                                                                                                  | Unidad Democrática de Coahuila                                                                                            | 0         |
|                                                                                                  | Convergencia | 0         |
|                                                                                                  | Partido Cardenista Coahuilense                                                                                            | 0         |
|                                                                                                  | Partido Nueva Alianza | 0         |
| Fuente: Programa de Resultados Electorales Preliminares con el 96.7% de las casillas computadas. | |           |

## Diputados
Votación registrada de acuerdo a 2 convenios de coalición parcial de los partidos PRI- Unidad Democrática de Coahuila, 1 candidatura común PRD-UDC y 17 candidaturas comunes PRI-Nueva Alianza .
|  | 63.37 % |

|  | 18.35 % |

|  | 6.82 % |

|  | 3.68 % |

|  | 1.97 % |

|  | 2.07 % |

|  | 1.75 % |

|  | 1.39 % |

|  | 0.47 % |

|  | 97.22 % |

|  | 2.11 % |

|  | 39.93 % |

|  | 60.07 % |

#### 1.º distrito. Saltillo Sur
|  | 10.79 % |

|  | 79.30 % |

|  | 2.47 % |

|  | 1.03 % |

|  | 2.44 % |

|  | 0.29 % |

|  | 0.28 % |

|  | 1.05 % |

|  | 2.12 % |

|  | 0.23 % |

|  | 94.69 % |

|  | 5.31 % |

|  | 40.96 % |

|  | 59.04 % |

#### 2.º distrito. Saltillo Centro-Oriente
|  | 15.52 % |

|  | 71.75 % |

|  | 3.42 % |

|  | 1.90 % |

|  | 2.68 % |

|  | 0.25 % |

|  | 0.34 % |

|  | 1.23 % |

|  | 2.60 % |

|  | 0.30 % |

|  | 0.00 % |

|  | 97.26 % |

|  | 2.74 % |

|  | 38.02 % |

|  | 61.98 % |

#### 3.º distrito. Saltillo Centro-Poniente
|  | 19.49 % |

|  | 70.72 % |

|  | 1.72 % |

|  | 1.31 % |

|  | 1.71 % |

|  | 0.32 % |

|  | 0.51 % |

|  | 1.36 % |

|  | 2.60 % |

|  | 0.26 % |

|  | 0.00 % |

|  | 96.28 % |

|  | 3.72 % |

|  | 36.14 % |

|  | 63.86 % |

#### 4.º distrito. Saltillo Norte
|  | 27.33 % |

|  | 63.16 % |

|  | 1.69 % |

|  | 1.38 % |

|  | 2.08 % |

|  | 0.18 % |

|  | 0.35 % |

|  | 0.63 % |

|  | 2.85 % |

|  | 0.35 % |

|  | 0.00 % |

|  | 96.79 % |

|  | 3.21 % |

|  | 38.92 % |

|  | 61.08 % |

#### 5.º distrito. Saltillo Oriente
|  | 11.05 % |

|  | 78.73 % |

|  | 1.90 % |

|  | 1.85 % |

|  | 1.81 % |

|  | 0.63 % |

|  | 4.04 % |

|  | 0.00 % |

|  | 93.46 % |

|  | 6.54 % |

|  | 34.78 % |

|  | 65.22 % |

#### 6.º distrito. Ramos Arizpe
|  | 17.50 % |

|  | 64.07 % |

|  | 5.44 % |

|  | 1.43 % |

|  | 1.72 % |

|  | 5.71 % |

|  | 1.14 % |

|  | 0.63 % |

|  | 1.48 % |

|  | 0.88 % |

|  | 0.00 % |

|  | 95.23 % |

|  | 4.77 % |

|  | 42.96 % |

|  | 57.04 % |

#### 7.º distrito. Matamoros
|  | 9.20 % |

|  | 63.32 % |

|  | 3.09 % |

|  | 1.74 % |

|  | 2.01 % |

|  | 17.87 % |

|  | 0.59 % |

|  | 0.78 % |

|  | 1.05 % |

|  | 0.33 % |

|  | 0.00 % |

|  | 97.08 % |

|  | 2.92 % |

|  | 52.04 % |

|  | 47.57 % |

#### 8.º distrito. Torreón
|  | 20.74 % |

|  | 70.55 % |

|  | 2.32 % |

|  | 0.79 % |

|  | 1.67 % |

|  | 0.78 % |

|  | 0.57 % |

|  | 0.46 % |

|  | 1.13 % |

|  | 1.00 % |

|  | 0.00 % |

|  | 97.10 % |

|  | 2.90 % |

|  | 43.86 % |

|  | 56.14 % |

#### 9.º distrito. Torreón
|  | 28.63 % |

|  | 61.08 % |

|  | 2.30 % |

|  | 1.33 % |

|  | 2.82 % |

|  | 0.77 % |

|  | 0.90 % |

|  | 0.33 % |

|  | 1.69 % |

|  | 0.15 % |

|  | 0.00 % |

|  | 96.47 % |

|  | 3.53 % |

|  | 45.30 % |

|  | 54.70 % |

#### 10.º distrito. Torreón
|  | 24.28 % |

|  | 67.45 % |

|  | 2.38 % |

|  | 1.07 % |

|  | 1.75 % |

|  | 0.82 % |

|  | 0.60 % |

|  | 0.35 % |

|  | 1.11 % |

|  | 0.20 % |

|  | 0.00 % |

|  | 96.67 % |

|  | 3.33 % |

|  | 42.84 % |

|  | 57.16 % |

#### 11.º distrito. Torreón
|  | 26.32 % |

|  | 64.46 % |

|  | 2.70 % |

|  | 0.84 % |

|  | 2.77 % |

|  | 0.66 % |

|  | 0.56 % |

|  | 0.36 % |

|  | 1.15 % |

|  | 0.17 % |

|  | 0.00 % |

|  | 97.66 % |

|  | 2.34 % |

|  | 42.89 % |

|  | 57.11 % |

#### 12.º distrito. Torreón
|  | 20.54 % |

|  | 71.88 % |

|  | 2.22 % |

|  | 0.79 % |

|  | 1.61 % |

|  | 0.79 % |

|  | 0.41 % |

|  | 0.26 % |

|  | 0.86 % |

|  | 0.64 % |

|  | 0.00 % |

|  | 96.78 % |

|  | 3.22 % |

|  | 44.79 % |

|  | 55.21 % |

#### 13.º distrito. San Pedro de las Colonias
|  | 2.78 % |

|  | 61.50 % |

|  | 17.93 % |

|  | 0.90 % |

|  | 0.59 % |

|  | 4.01 % |

|  | 0.89 % |

|  | 8.90 % |

|  | 2.25 % |

|  | 0.24 % |

|  | 0.00 % |

|  | 98.26 % |

|  | 1.74 % |

|  | 47.98 % |

|  | 52.02 % |

#### 14.º distrito. Frontera
|  | 22.63 % |

|  | 63.11 % |

|  | 2.38 % |

|  | 5.30 % |

|  | 2.34 % |

|  | 0.27 % |

|  | 3.69 % |

|  | 0.28 % |

|  | 0.00 % |

|  | 98.48 % |

|  | 1.52 % |

|  | 37.94 % |

|  | 62.06 % |

#### 15.º distrito. Monclova Sur
|  | 19.98 % |

|  | 67.06 % |

|  | 3.60 % |

|  | 1.57 % |

|  | 1.92 % |

|  | 1.72 % |

|  | 1.79 % |

|  | 1.97 % |

|  | 0.38 % |

|  | 0.00 % |

|  | 98.51 % |

|  | 1.49 % |

|  | 33.25 % |

|  | 66.75 % |

#### 16.º distrito. Monclova Norte
|  | 19.93 % |

|  | 71.60 % |

|  | 2.40 % |

|  | 1.08 % |

|  | 1.12 % |

|  | 0.20 % |

|  | 0.38 % |

|  | 2.03 % |

|  | 1.25 % |

|  | 0.00 % |

|  | 97.49 % |

|  | 2.51 % |

|  | 36.39 % |

|  | 63.61 % |

#### 17.º distrito. Sabinas
|  | 16.54 % |

|  | 62.42 % |

|  | 1.04 % |

|  | 0.93 % |

|  | 1.94 % |

|  | 14.60 % |

|  | 0.31 % |

|  | 0.33 % |

|  | 1.52 % |

|  | 0.36 % |

|  | 0.00 % |

|  | 97.11 % |

|  | 2.89 % |

|  | 35.05 % |

|  | 64.95 % |

#### 18.º distrito. Muzquiz
|  | 15.99 % |

|  | 62.36 % |

|  | 2.60 % |

|  | 3.66 % |

|  | 1.97 % |

|  | 7.92 % |

|  | 4.32 % |

|  | 0.58 % |

|  | 0.59 % |

|  | 0.00 % |

|  | 97.26 % |

|  | 2.74 % |

|  | 38.06 % |

|  | 61.94 % |

#### 19.º distrito. Acuña
|  | 21.96 % |

|  | 67.71 % |

|  | 2.78 % |

|  | 4.64 % |

|  | 1.05 % |

|  | 0.29 % |

|  | 1.57 % |

|  | 2.60 % |

|  | 0.00 % |

|  | 96.81 % |

|  | 3.19 % |

|  | 36.06 % |

|  | 63.94 % |

#### 20.º distrito. Piedras Negras
|  | 24.66 % |

|  | 56.98 % |

|  | 2.96 % |

|  | 1.90 % |

|  | 4.41 % |

|  | 6.14 % |

|  | 0.41 % |

|  | 0.25 % |

|  | 1.88 % |

|  | 0.41 % |

|  | 0.00 % |

|  | 97.35 % |

|  | 2.65 % |

|  | 31.82 % |

|  | 68.18 % |

### Diputados Electos a la LVIII Legislatura
| Distrito        | Candidato electo                  |
| --------------- | --------------------------------- |
| I               | Fernando de las Fuentes Hernández |
| II              | Luis Gerardo García Martínez      |
| III             | Hilda Flores Escalera             |
| IV              | Enrique Martínez y Morales        |
| V               | Francisco Tobías Hernández        |
| VI              | Ignacio Segura Teniente           |
| VII             | Raúl Onofre Contreras             |
| VIII            | Salomón Juan Marcos Issa          |
| IX              | Jaime Russek Fernández            |
| X               | Verónica Martínez García          |
| XI              | Salvador Hernández Vélez          |
| XII             | Eduardo Olmos Castro              |
| XIII            | Juan Francisco González González  |
| XIV             | Rogelio Ramos Sánchez             |
| XV              | Armando Castro Castro             |
| XVI             | Pablo González González           |
| XVII            | Ramiro Flores Martínez            |
| XVIII           | Verónica Boreque Martínez         |
| XIX             | Antonio Campos Oliveros           |
| XX              | Jesús Mario Flores Garza          |
| Plurinominal 1  | José Miguel Batarse Silva         |
| Plurinominal 2  | Esther Quintana Salinas           |
| Plurinominal 3  | Loth Tipa Mota                    |
| Plurinominal 4  | Mario Alberto Dávila Delgado      |
| Plurinominal 5  | Carlos Ulises Orta Canales        |
| Plurinominal 6  | Rodrigo Rivas Urbina              |
| Plurinominal 7  | José Manuel Villegas González     |
| Plurinominal 8  | Jesús Contreras Pacheco           |
| Plurinominal 9  | Javier Fernández Ortiz            |
| Plurinominal 10 | Osvelia Urueta Hernández          |
| Plurinominal 11 | Cecilia Yanet Babun Moreno        |

## Legado
La elección tuvo un altísimo índice de abstencionismo rebasando el 60,0% esto debido a que a diferencia del 2005 y 2002 no se programó junto a las elecciones para alcaldes lo cual impactó en el interés que rondó el 39,5%. El Partido Revolucionario Institucional se llevó el triunfo en los 20 distritos, mientras el Partido Acción Nacional no ganó una sola contienda de mayoría relativa por primera vez desde 1991 aun así se llevó siete diputaciones plurinominales. Al interior del PRI, el ala moreirista expandió su esfera de influencia rumbo a las elecciones alcaldes 2009 donde podrían imponer a más candidatos por encima de las nomenklaturas municipales y de los enriquistas que, sin embargo, lograron los suficientes escaños en el congreso para impedir cualquier intento de auditoría a la administración estatal anterior. 
Aun a pesar de reducir el número de congresistas de 35 a 31, el moreirismo volvió a realizar una nueva reforma electoral en 2010 para reducir la cantidad de diputados locales por mayoría relativa pasando de 20 a 16 en la misma cantidad de distritos, eliminación de diputados plurinominales pasando de 11 a solo 9 y al controlar el Instituto Electoral y de Participación Ciudadana de Coahuila (IEPCC) promoverían la creación de 2 partidos satélites esto con el fin de reducir los representantes del Partido Acción Nacional en el congreso.